# Переклад (Apple)
Переклад (англ. Translate) — програма для перекладу у операційних системах iOS та iPadOS, розроблена компанією Apple Inc. для своїх пристроїв. Вона була представлена 22 червня 2020 року, як сервіс для перекладу текстових речень або мовлення між кількома мовами та була офіційно випущена 16 вересня 2020 року разом із iOS 14. Усі переклади обробляються через нейронний механізм пристрою і перекладач можна використовувати в автономному режимі.
7 червня 2021 року Apple оголосила, що програма буде доступна на моделях iPad на базі iPadOS 15, а також на комп'ютерах Mac із операційною системою macOS Monterey. Програма була офіційно випущена для моделей iPad 20 вересня 2021 року разом з iPadOS 15. Вона також була випущена для моделей Mac 25 жовтня 2021 року разом з macOS Monterey.

## Мови
У таблиці нижче наведено список мов, переклад з яких та на які може робити застосунок «Переклад»:
| Мова                                                | Рік додавання |
| --------------------------------------------------- | ------------- |
| Англійська (британська та американська)             | 2020          |
| Арабська                                            | 2020          |
| В'єтнамська                                         | 2022          |
| Індонезійська                                       | 2022          |
| Іспанська                                           | 2020          |
| Італійська                                          | 2020          |
| Китайська (мандаринська та тайванська мандаринська) | 2020          |
| Корейська                                           | 2020          |
| Нідерландська                                       | 2022          |
| Німецька                                            | 2020          |
| Польська                                            | 2022          |
| Португальська (бразильська)                         | 2020          |
| Російська                                           | 2020          |
| Тайська                                             | 2022          |
| Турецька                                            | 2022          |
| Українська                                          | 2023          |
| Французька                                          | 2020          |
| Японська                                            | 2020          |